# Ferdinand Kettler

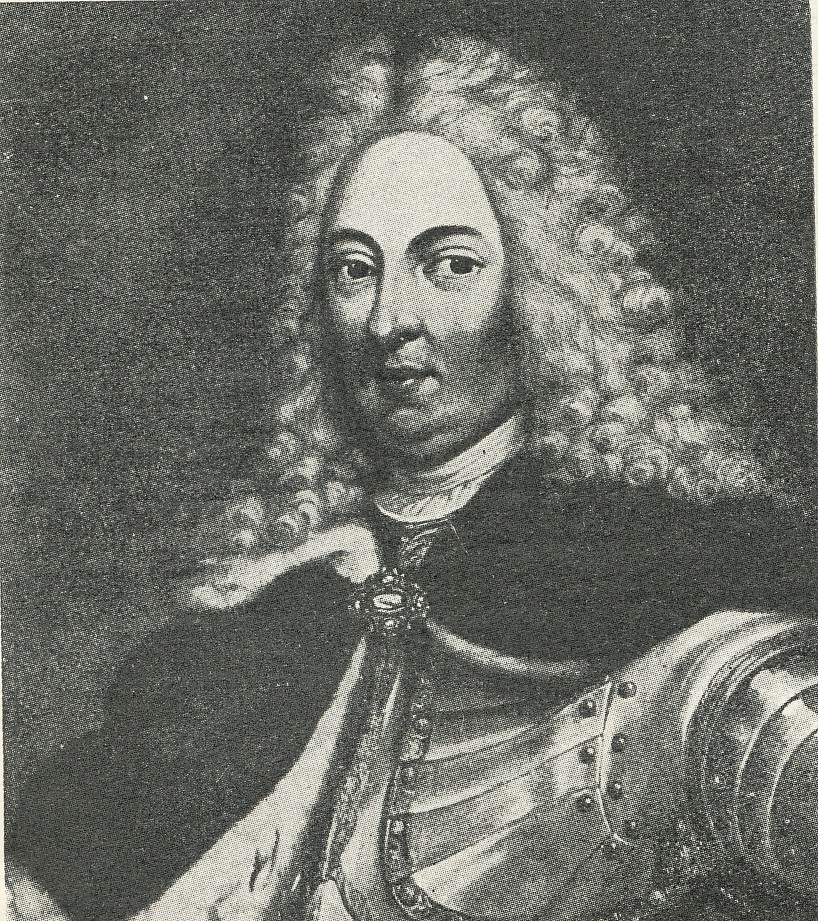
Ferdinand Kettler

Ferdinand Kettler (* 2. November 1655 in Mitau; † 4. Mai 1737 in Danzig) war von 1730 bis 1737 nominal regierender Herzog von Kurland und Semgallen. Er war der letzte Kettler, der diese Position innehatte. Nach seinem Tod starb die Linie aus.

## Leben
Ferdinand Kettler war der vierte Sohn des Herzogs Jakob Kettler (1610–1682) und der Luise Charlotte von Brandenburg (1617–1676). Er war seit dem Jahre 1730 mit Prinzessin Johanna Magdalena von Sachsen-Weißenfels (* 17. März 1708 in Weißenfels; † 25. Januar 1760 in Leipzig), Tochter des Herzogs Johann Georg von Sachsen-Weißenfels, verheiratet. Zum Zeitpunkt der Hochzeit war er selbst bereits 74 Jahre alt, Johanna Magdalena hingegen noch keine 22. Die Ehe blieb kinderlos.
Ferdinand Kettler beteiligte sich aktiv als polnischer Generalleutnant am Nordischen Krieg, begab sich aber im Jahre 1700 unter dem Druck der vorrückenden Schweden nach Danzig, wo er fortan residierte. Weil er nunmehr nicht auf dem Gebiet seines Herzogtums Kurland und Semgallen wohnte, versagte ihm die Ritterschaft zunächst die Anerkennung als Herzog. Er hatte zunächst gegenüber seinem Neffen Friedrich Wilhelm Kettler (1692–1711) in der Herrschaftsausübung das Nachsehen, lehnte aber auch nach dessen Tod eine Rückkehr nach Kurland ab. Da er der letzte männliche Vertreter der Kettler-Dynastie war, versuchten die umliegenden Mächte die Nachfolgeschaft zu gewinnen. Neben Fürst Menschikow hatte anfänglich Graf Moritz von Sachsen, Sohn von August II., dem König von Polen, gute Chancen. Doch Russland wollte seinen Einfluss nicht verlieren und besetzte das westliche Kurland, um Moritz zu vertreiben, was auch gelang. Ferdinand Kettler regierte dann aus dem Danziger Exil bis zu seinem Tode, worauf Anna Iwanowna, Witwe von Friedrich Wilhelm Kettler, die inzwischen den russischen Thron als Zarin bestiegen hatte, durchsetzte, dass ihr Favorit Ernst Johann von Biron Herzog von Kurland wurde.